# Bayern Park
Bayern Park est un parc d'attractions situé à Reisbach, en Bavière. 

## Histoire
Pensé depuis 1978 par Josef Hochholzer, le parc fut ouvert en 1985 comme parc animalier. Les premières attractions mécaniques furent ajoutées à partir de 1991.
En 2004, 250 000m² furent ajoutés aux 150 000m² du parc et une luge sur rail fut inaugurée. En 2008, le parc affichait une fréquentation annuelle de 300 000 visiteurs.

## Les attractions

### Les montagnes russes

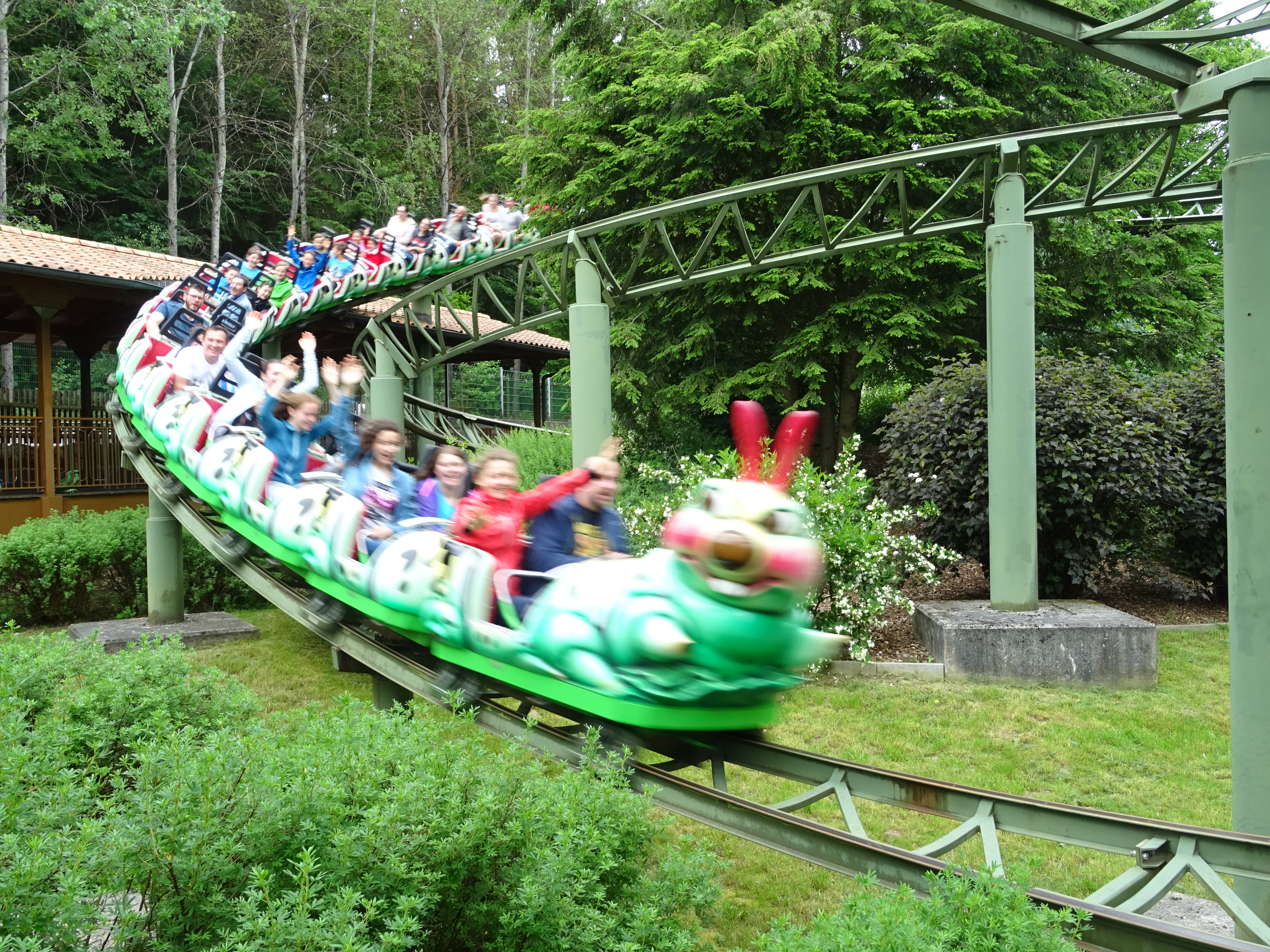
Achterbahn
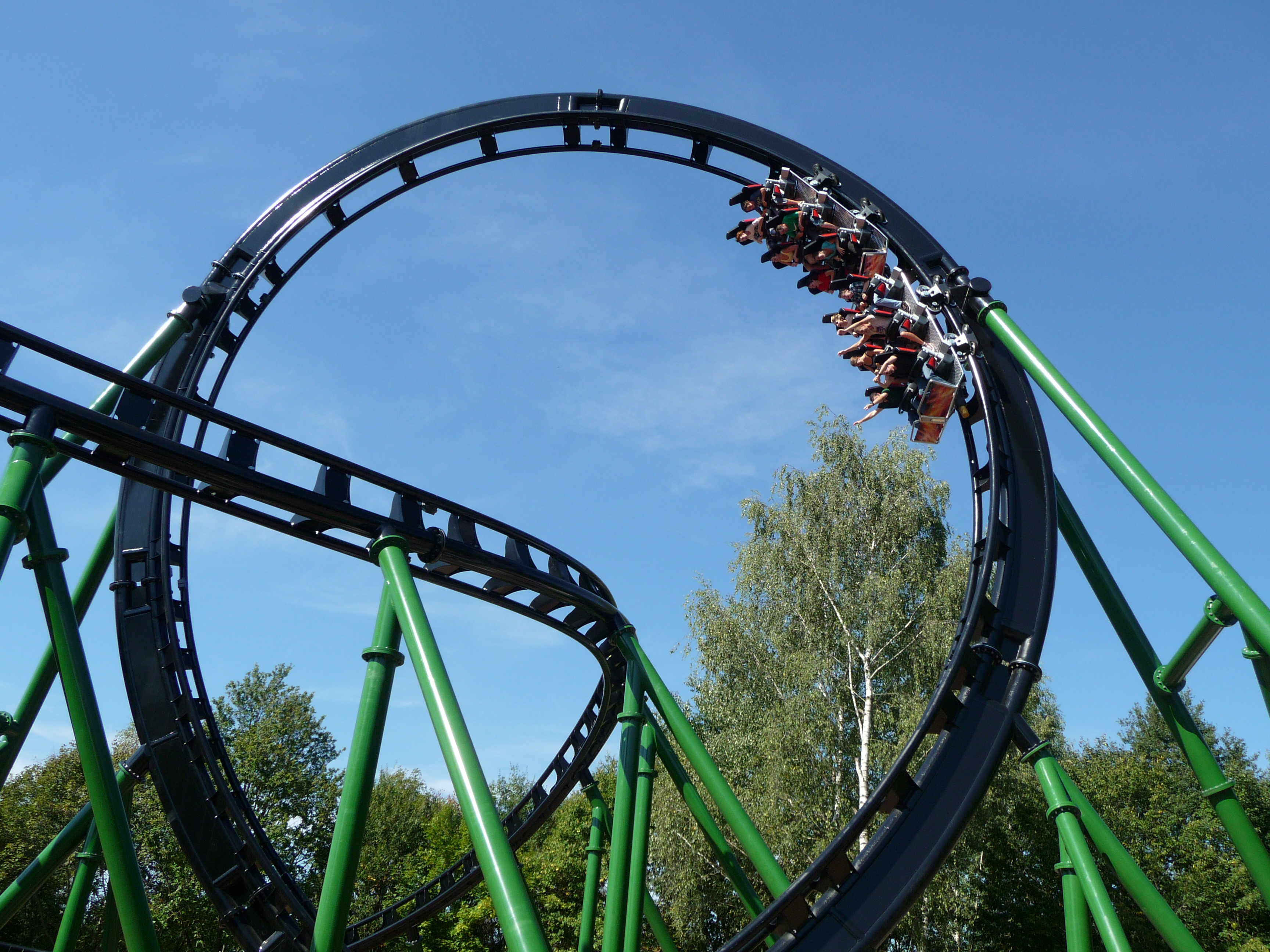
Freischütz
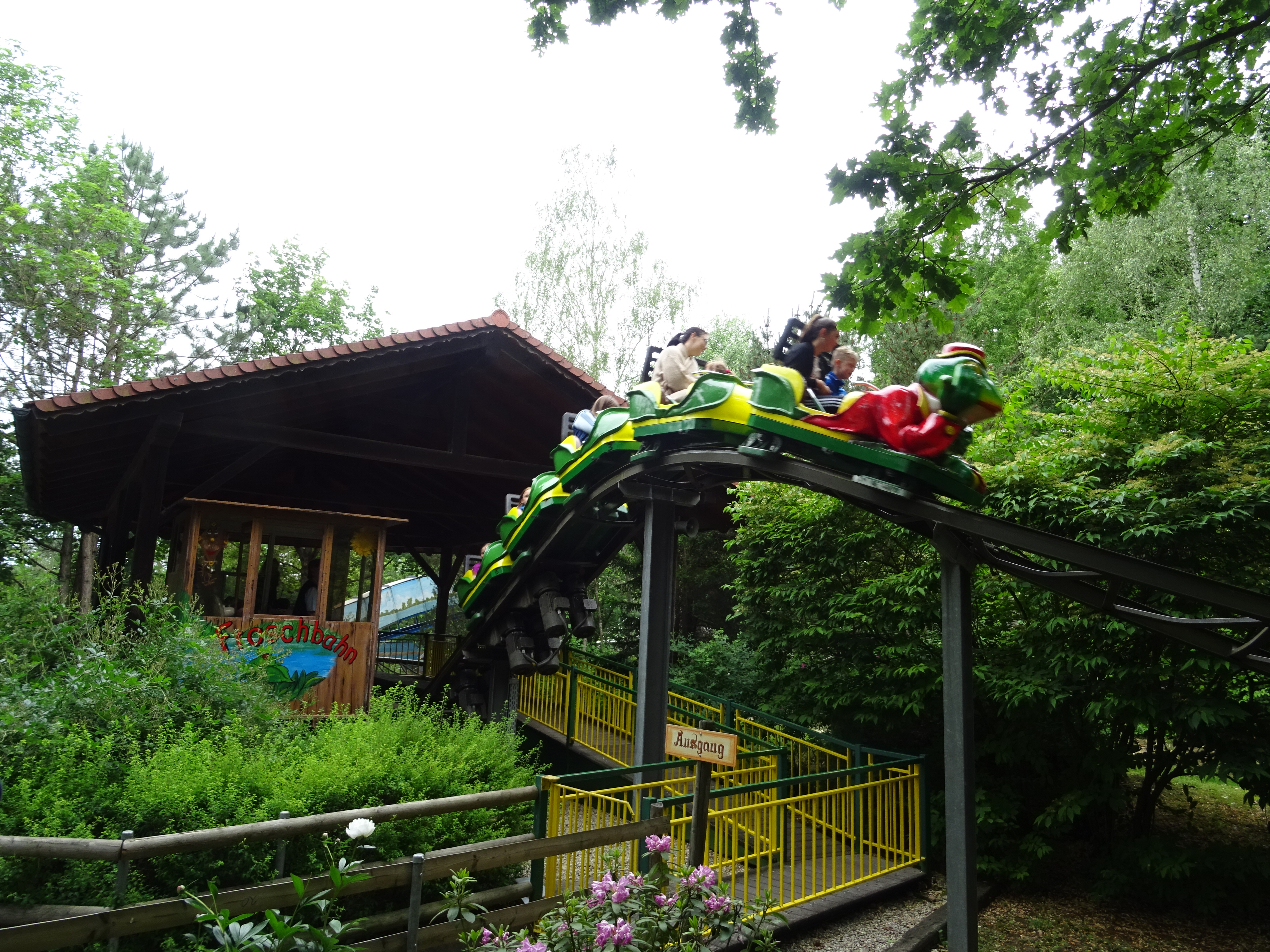
Froschbahn

| Nom de l'attraction | Type                      | Constructeur | Année d'ouverture |
| ------------------- | ------------------------- | ------------ | ----------------- |
| Achterbahn          | Montagnes russes en métal | Zierer       | 2001              |
| FirleFranz          | Assises                   | Gerstlauer   | 2023              |
| Freischütz          | Lancées                   | Maurer Rides | 2011              |
| Froschbahn          | Montagnes russes en métal | Zierer       | 1995              |
| Pendelbahn          | Montagnes russes en métal | Heege        | 2009              |

- Achterbahn
- Freischütz
- Froschbahn

### Autres attractions
- Drachenbahn : Music Express de Zierer
- Duell der Adler : Sky Fly de Gerstlauer (2016)
- Eselreitbahn : Pony trekking
- FirleFanz : Montagnes russes (2023)
- HehnaHutschn : Balançoire (2025)
- Hubseilturm : Tour de Sunkid
- Pferdreitbahn : Pony trekking de Metallbau Emmeln
- Königsflug : Chaises volantes de Zierer
- Raddampferfahrt : Balade en bateau à roues à aubes de Mack Rides
- Rundbootfahrt durch Schlossgarten und Grotte : Balade en bouées de Mack Rides
- Schaukelschiff : Bateau à bascule de Metallbau Emmeln
- Schieneneisenbahn : Train
- Schmetterlingstanz : Troïka de Huss Rides
- Schwanenkarussell : Carrousel
- Sommer-Rodelbahn : Luge d'été
- Stadlgaudi 4D : Parcours scénique interactif de Lagotronic (2018)
- Steinwirbel : Kontiki de Zierer (2014)
- Thaolon : Tour de chute en intérieur (2014)
- Twinbob-Rodelbahn : Luge sur rail de Wiegand (2003)
- Voltrum : Tour de chute (2020)
- Wildwasserbahn : Bûches de Reverchon Industries (1997)
- Wildwasser-Rafting : Rivière rapide en bouées d'ABC Engineering (2007)
- Wirbelnde Pilze : Tasses

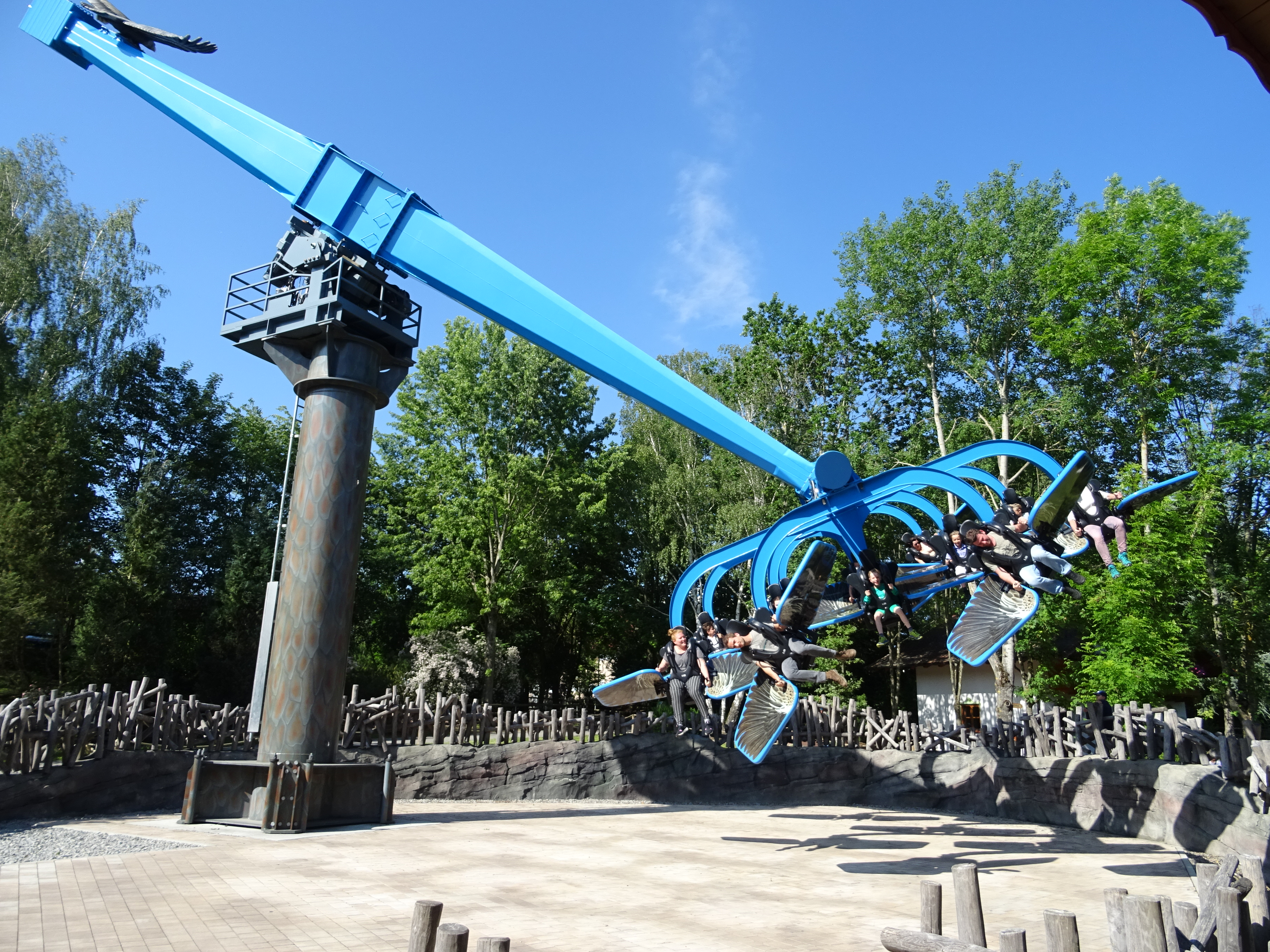
Duell der Adler
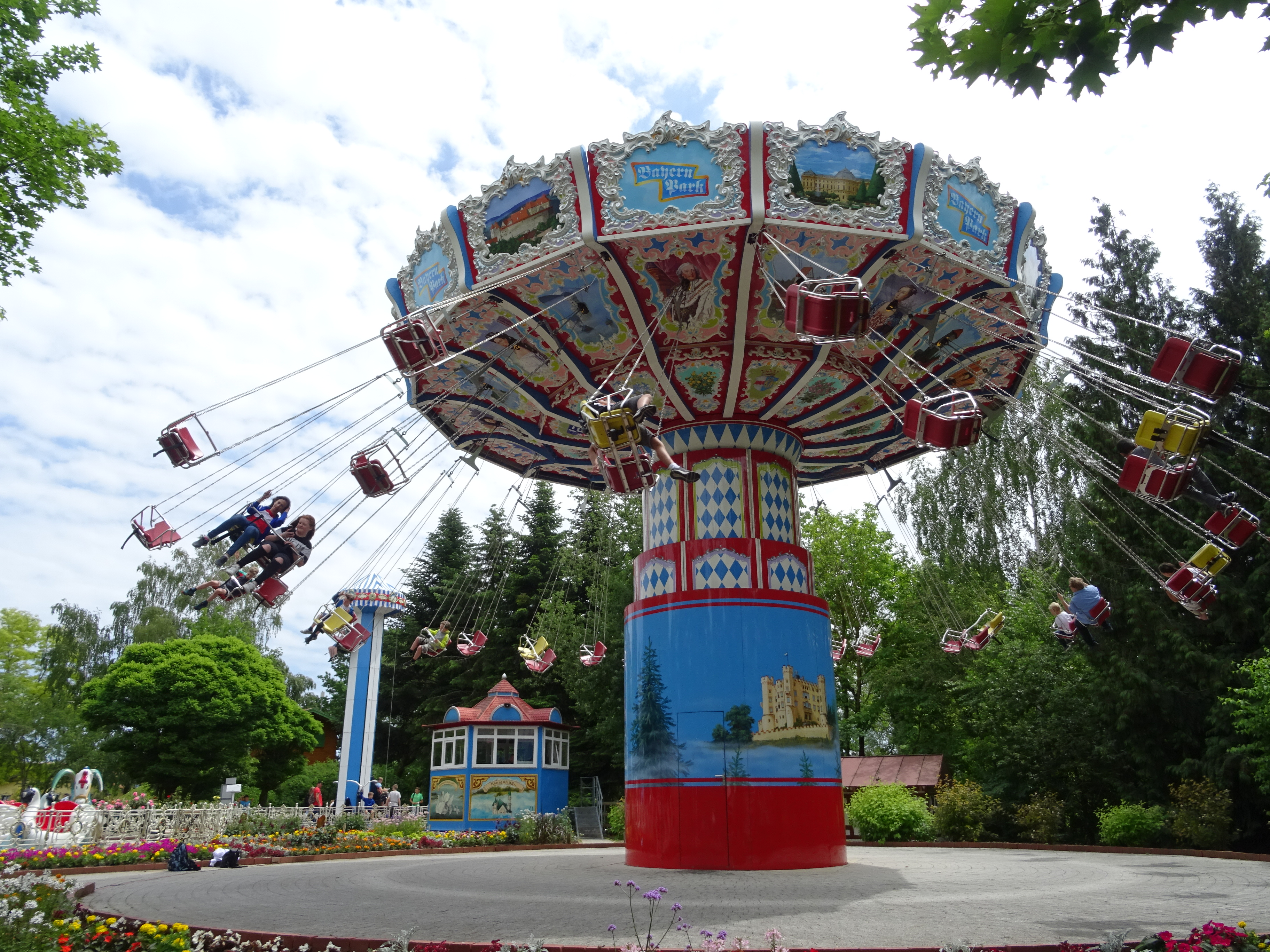
Königsflug
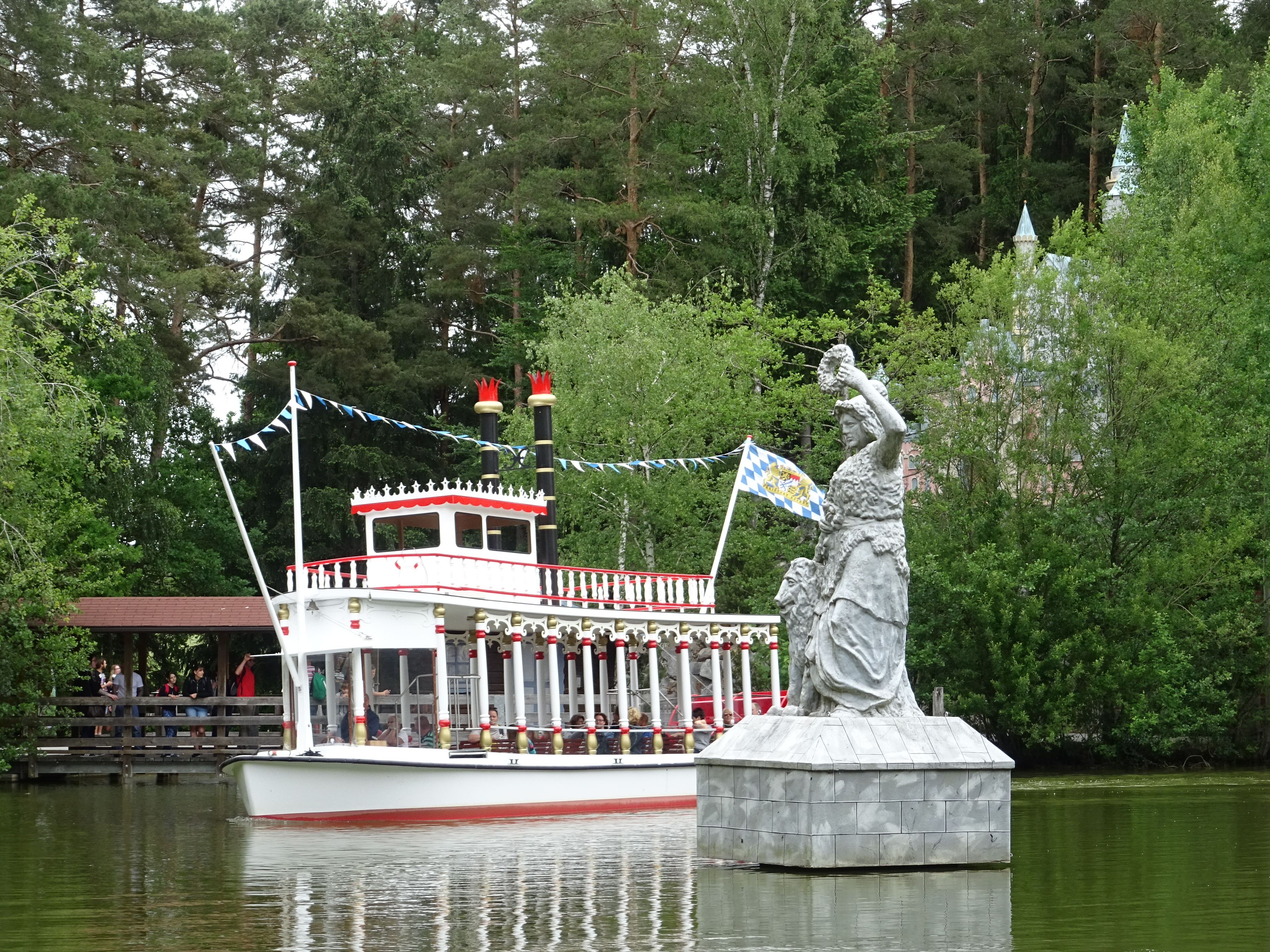
Raddampferfahrt
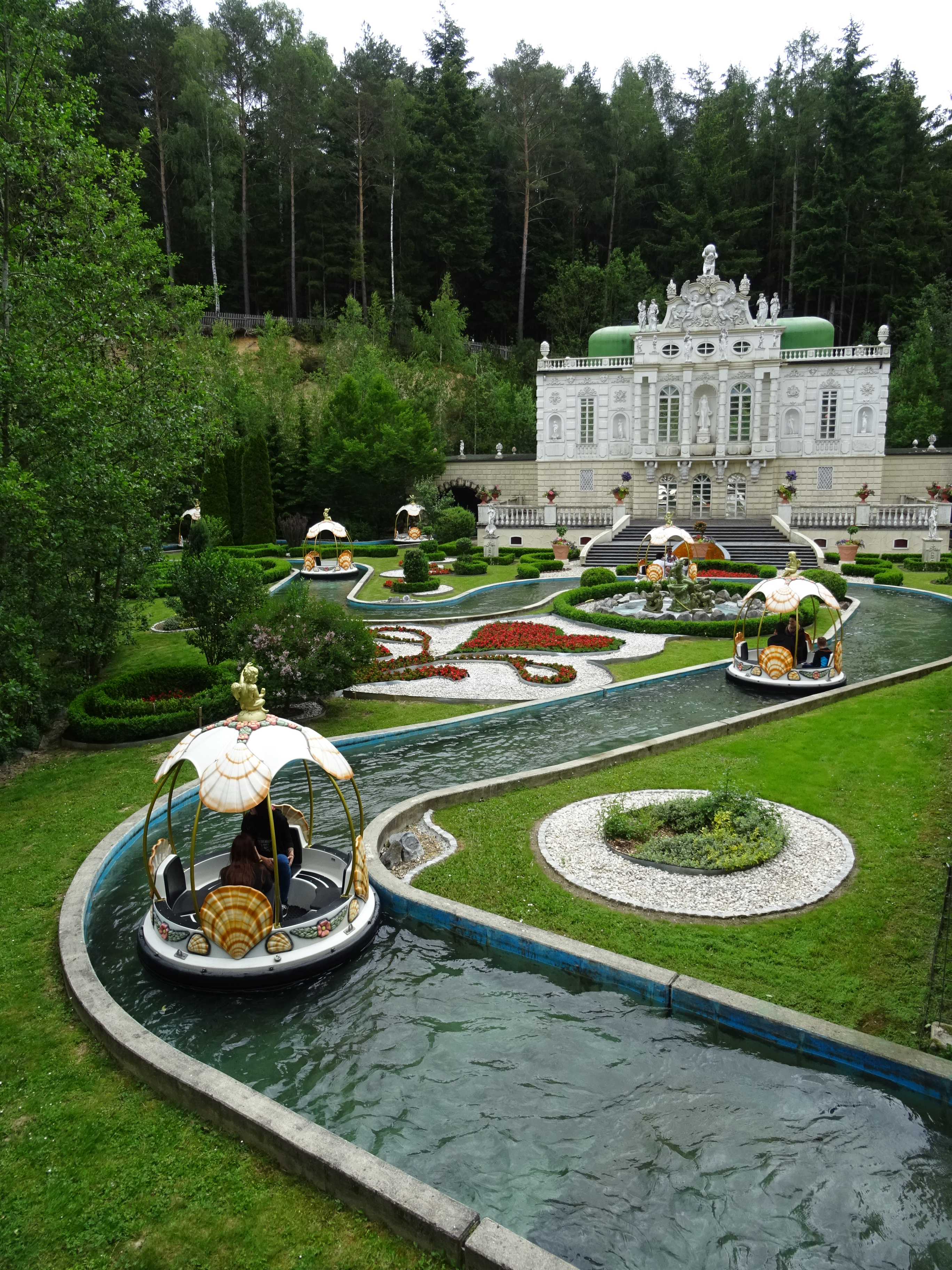
Rundbootfahrt
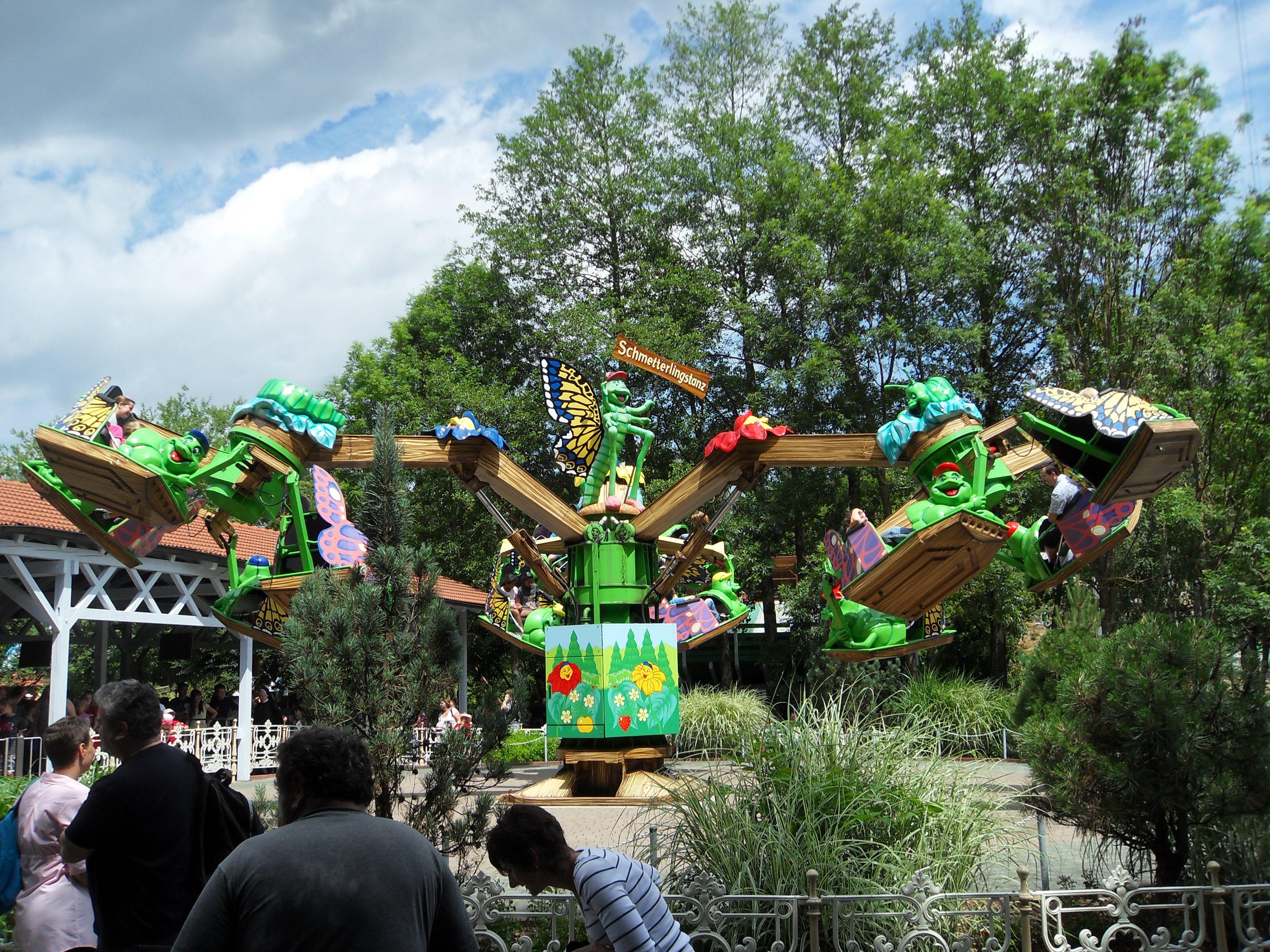
Schmetterlingstanz
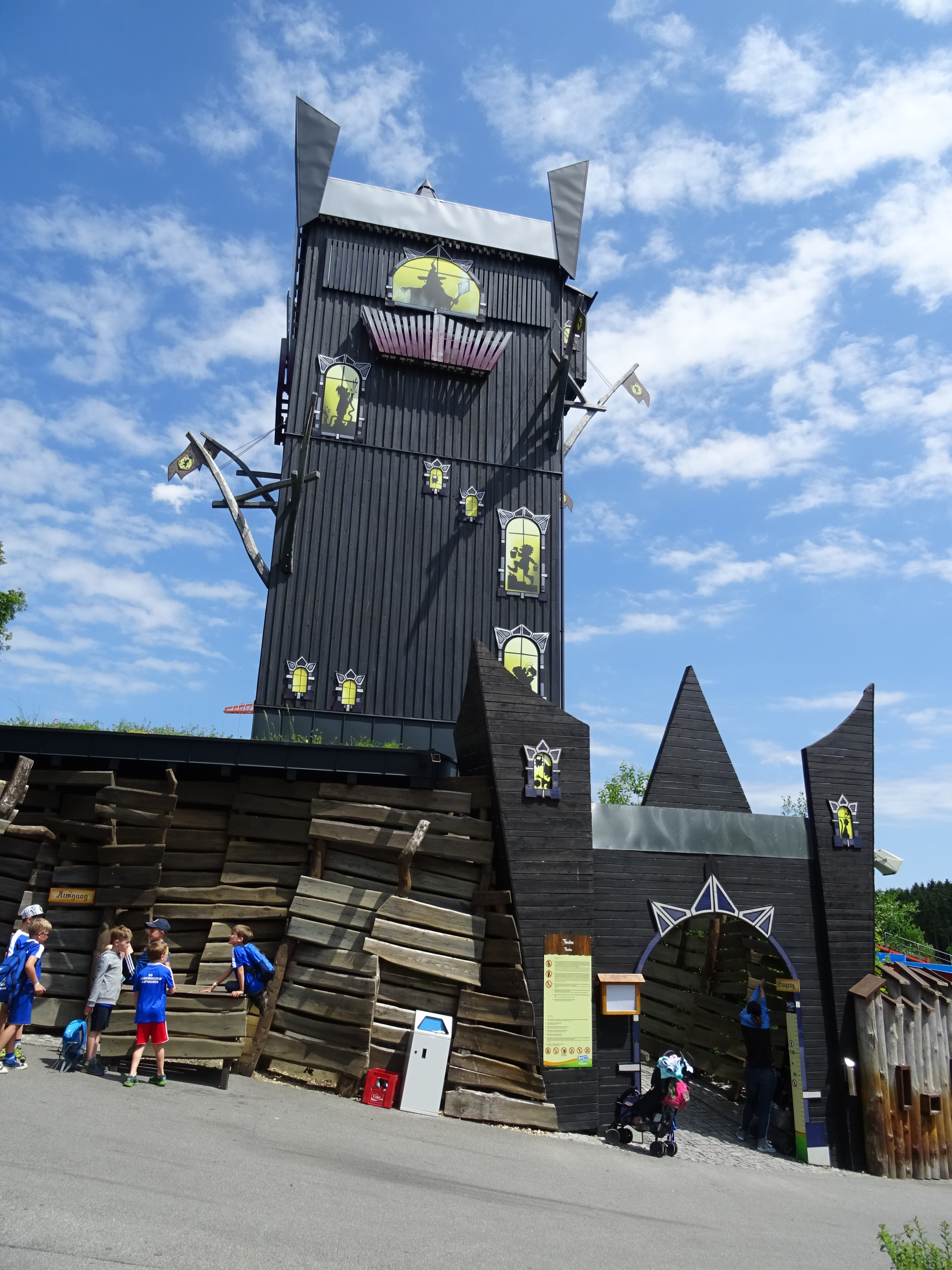
Thaolon
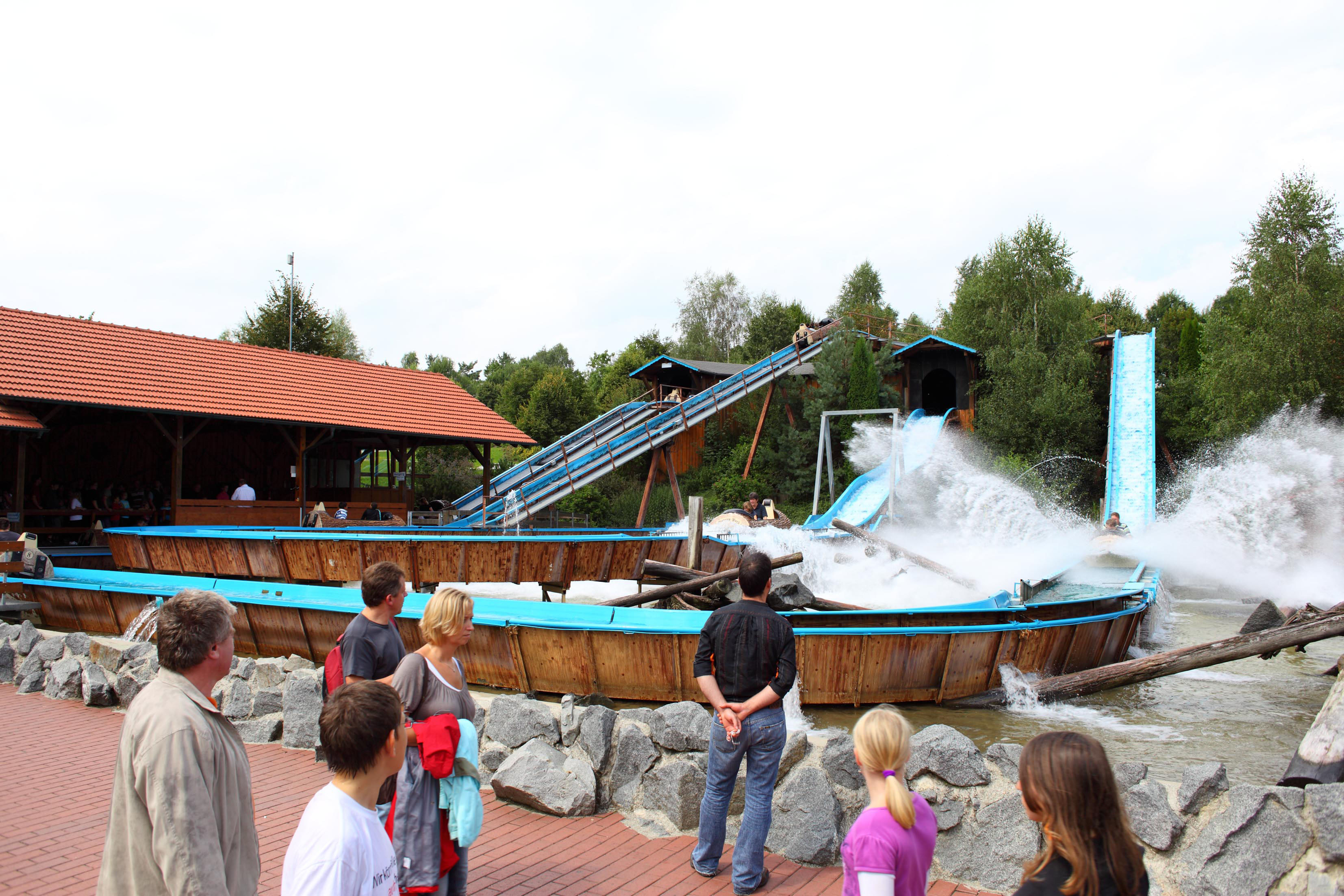
Wildwasserbahn